# Franz Roubaud
Pour les articles homonymes, voir Roubaud.
Franz Alexeïevitch Roubaud (en russe : Франц Алексеевич Рубо, en ukrainien : Франц Олексійович Рубо) né le 15 juin 1856 et mort le 13 mars 1928 , est un peintre d'histoire et de batailles de l'Empire russe d'origine française qui a réalisé certaines des plus grandes et des plus célèbres fresques de bataille.

## Biographie
Franz (François Jean) Roubaud naît en 1856 à Odessa, Empire russe (aujourd'hui Ukraine) où son père Honoré Fortuné Alexis Roubaud, un Français de Marseille libraire de profession, s'était installé. Sa mère, née Madeleine Sénèque, était couturière. Il est le quatrième de cinq enfants élevés dans la religion catholique. Franz Roubaud suit les cours de l'école d'art de la ville. En 1877, il part pour l'Allemagne où il étudie à l'Académie de Munich, auprès de Carl Theodor von Piloty, Otto Seitz (en) et Wilhelm von Diez et à la fin auprès de Joseph von Brandt, spécialiste de peinture militaire. Il s'installe ensuite à Saint-Pétersbourg, travaillant à l'Académie impériale des beaux-arts et peignant de gigantesques peintures panoramiques de batailles historiques qui étaient si grands qu'ils devaient être exposés dans des bâtiments spécialement construits. Il accède à la noblesse en 1889 et il reçoit des commandes d'Alexandre III et de Nicolas II. Il obtient une médaille d'or à la Grande exposition d'art de Berlin (Große Berliner Kunstausstellung) de 1895. Il voyage entre Paris et Saint-Pétersbourg, où il est professeur à l'académie entre 1903 et 1912. En 1913, Roubaud quitte l'Empire russe pour Munich, où il meurt en mars 1928.
Il est enterré au cimetière de l'île de Frauenchiemsee.

## Œuvres
- Collision de deux combattants équestres, 1888, huile sur toile, 40 × 33 cm, Pinacothèque nationale d'Athènes[1].
- L'Assaut d'Achulgo (1896, Tiflis, à présent propriété du musée des beaux-arts du Daghestan à Makhatchkala.
- Panorama du siège de Sébastopol, décrivant le siège de 1854-1855, dévoilée en 1905, endommagée pendant la bataille de Sébastopol en 1942, restaurée dans les années 1950.
- Panorama de la bataille de Borodino (1911, déplacée sur le mont Poklonnaïa à Moscou en 1962).
- Saint-Pétersbourg, aquarelle, 50 × 73 cm, Pinacothèque nationale d'Athènes[2].

## Le Siège de Sébastopol (fragments)

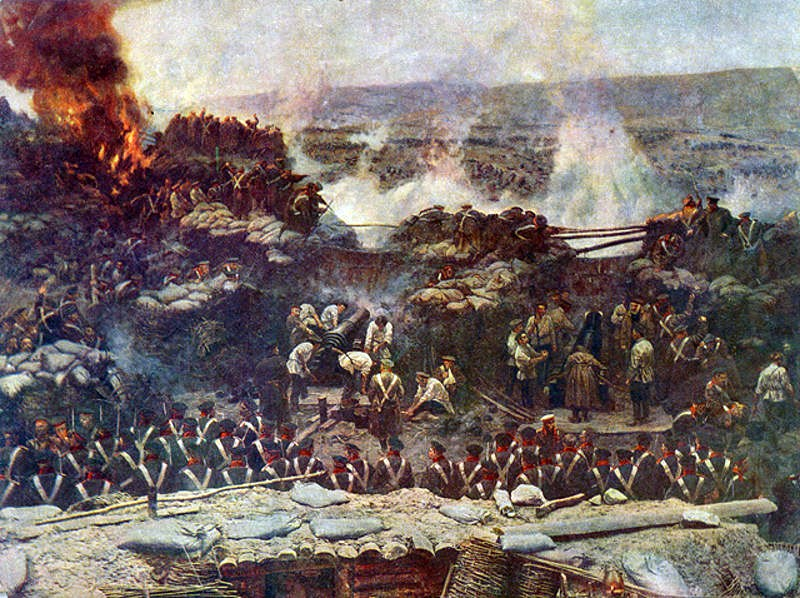
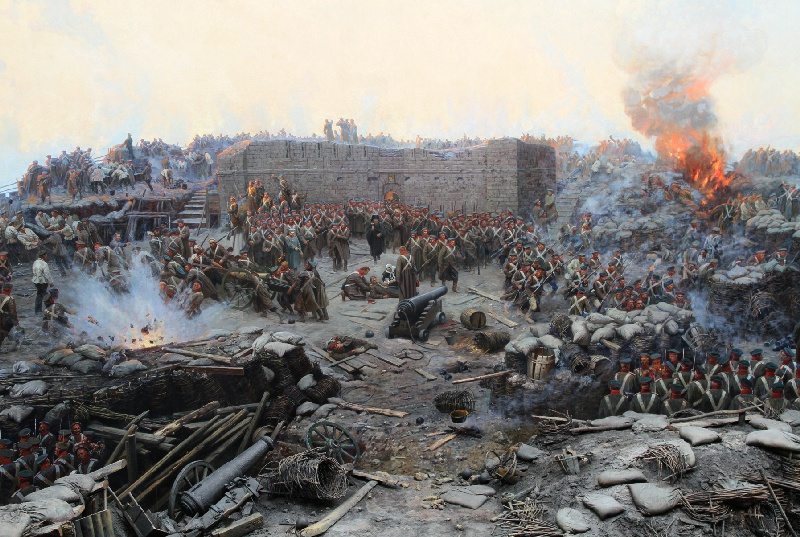
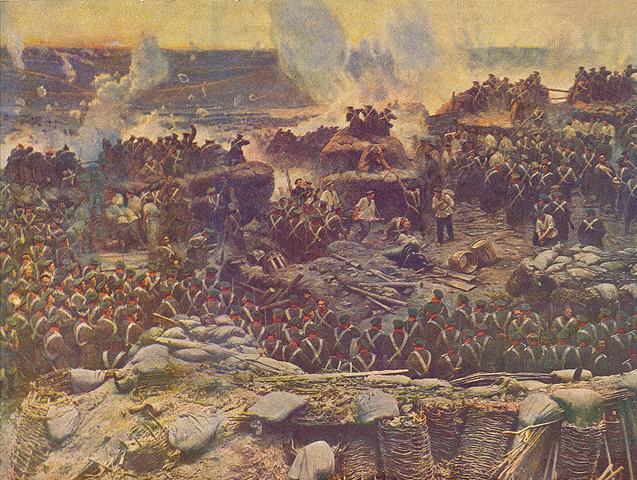
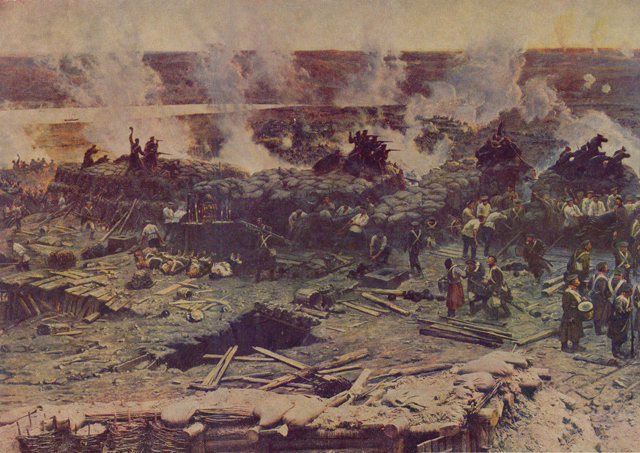

## Famille
Sa petite-fille, Sylvia Roubaud, également peintre, qui a étudié aussi à l'académie des beaux-arts de Munich, rend visite au musée de Sébastopol en juin 2010 pour y faire don de deux photographies de famille et donne quelques éclairages sur son grand-père dans une interview exclusive.